# エンジェル投資家
エンジェル投資家（エンジェルとうしか）またはエンジェル（ヨーロッパにおいてはビジネスエンジェルと呼ばれている）は、創業間もない企業に対し資金を供給する富裕な個人のことである。投資の見返りとして株式や転換社債を受け取ることが一般的である。エンジェル同士でグループを形成し、情報の共有や共同出資を行う動きも見られる。

## 概要
ニューハンプシャー大学がニューイングランドの個人投資家を対象に1980年代に実施した調査をもとに、同大学ベンチャーリサーチセンター創設者のウィリアム・ウェッテルがベンチャー企業に投資する個人投資家のことをビジネス・エンジェル（Business Angel）と名付けたのが始まりである。ミュージカル制作の資金支援者を指すエンジェルから転じたものともいわれる。
自らが所有する資金を投資するという点で、他社が出資した資金を投資するベンチャーキャピタルとは異なる。投資判断は個々人の判断に帰するが、実際に投資対象となっているのは信託や有限責任会社、投資ファンドなどである。
エンジェル投資家は、家族・親類・友人とベンチャーキャピタルの間に存在する資金供給の隙間を埋める役割を果たしている。友人や家族から1,000万円以上の資金を調達することは一般的には難しい。その一方で、伝統的なベンチャーキャピタルは1〜2億円以下の投資を検討することはない。そのため、エンジェル投資家は急成長するスタートアップ企業に対する第二段階の資金供給者となりうる。2006年の米国の統計によると、投資総額ではエンジェル投資家が256億米ドルに対してベンチャーキャピタルが261億米ドルとほぼ同額だったが、投資企業数ではエンジェル投資家が51,000社に対してベンチャーキャピタルが3,522社と10倍以上の差が見られる。エンジェル投資家の投資に占める割合が多いセクターはヘルスケアと医療機器が21パーセント、続いてソフトウェアとバイオテクノロジーが18パーセントとなっている。エンジェル投資家は極めて高いリスクを引き受けるため、それに見合うだけの高い投資収益を求める。投資の大部分は若い企業の倒産により完全に失われてしまうため、初期投資の10倍以上の収益が5年以内に得られる投資案件を探す傾向がある。収益確定のための方法としては、株式公開や他社からの企業買収が挙げられる。
エンジェル投資家の多くは引退した起業家や経営者であり、純粋な経済的追求を超えた理由で投資を始めることが多い。その理由としては、特定のビジネス領域における発展に乗り遅れないようにする、新しい世代の起業家群に対するメンタリング願望、自らの経験や人的ネットワークを有効活用したい、などが挙げられる。従って、純粋な資金供給に留まらず、経営面での貴重な助言や有力者の紹介などで企業を助けることもある。ベンチャーリサーチセンターによると、2006年現在、米国には234,000人のエンジェル投資家が存在する。